# Omatídeos
Omatídeos (Ommatidae) é uma pequena família de coleópteros, da subordem Archostemata.
Segundo Neboiss (1960) e Vulcano & Pereira (1975), esta família tem dois géneros extantes: Omma e Tetraphalerus. O primeiro com 4 espécies originárias da Austrália e o segundo com 2 espécies originárias da América do Sul, nomeadamente Brasil, Argentina e Bolívia.
Segundo Crowson (1962) e Ponomarenko (1969), existem ainda vários géneros e espécies extintas, que ocorreram desde o Triássico Inferior até ao Cretássico Inferior, habitando as regiões da Sibéria, Ásia Central e Europa Ocidental.
Pouco é conhecido sobre a biologia desta família. Foi assumido que as larvas se alimentam de madeira morta infestada de fungos.

## Subfamílias[2]
- Ommatinae Sharp and Muir, 1912
- Tetraphalerinae Crowson, 1962

## Tribos
- Recentes: Ommatini
- Fósseis: Brochocoleini - Lithocupedini - Notocupedini

## Géneros e espécies extantes
Géneros e espécies extantes:
- Omma
  - Omma mastersii MacLeay, 1871
  - Omma rutherfordi Lawrence 1999
  - Omma sagitta Neboiss 1989
  - Omma stanleyi Newman, 1839
- Tetraphalerus (Presentes no Brasil)[4]
  - Tetraphalerus bruchi Heller 1913
  - Tetraphalerus wagneri Waterhouse 1901

Outras espécies:
- Omma aberratum
- Omma brevipes
- Omma jurassicum